# قله توبش
قله توبِش (مجاری: Tubes) یک کوه در مجارستان است که در بارانیا واقع شده‌است. قله توبش ۶۱۱ متر بالاتر از سطح دریا واقع شده‌است.